# Jakiniku
Yakiniku (japonsko 焼き肉/焼肉) pomeni »meso na žaru«, je japonski izraz, ki se v najširšem pomenu nanaša na kuhinjo z mesom na žaru.
Danes se jakiniku običajno nanaša na način kuhanja mesa (običajno govedine in drobovine) in zelenjave na mreži ali rešetkah nad plamenom lesenega oglja, karboniziranega s suho destilacijo (sumibi, 炭火) ali na plinskem/električnem žaru. Je ena najbolj priljubljenih jedi na Japonskem. Izvor sodobnega jakinikuja velja za korejski žar, eno najbolj priljubljenih jedi v korejski kuhinji.
Yakiniku se je prvotno nanašal na zahodno žar hrano, izraz pa je populariziral japonski pisatelj Kanagaki Robun (仮名垣魯文) v svojem Seiyo Ryoritsu (tj. 'priročnik o zahodni hrani') leta 1872 (obdobje Meidži). Izraz se je pozneje povezal s korejsko kuhinjo (korejski žar) v zgodnjem obdobju Šōva. Zaradi korejske vojne so se izrazi, povezani s Korejo na Japonskem, razdelili na Severno Korejo (Kita čosen) in Južno Korejo (Kankoku); sklicevanje na 'restavracijo jakiniku' se je pojavilo kot politično korekten izraz za restavracije katerega koli izvora.
Sedanji slog restavracij jakiniku izhaja iz korejskih restavracij v Osaki in Tokiu, ki so jih okoli leta 1945 odprli Korejci na Japonskem. V restavraciji gostje naročijo pripravljene surovine (posamezno ali v kompletu), ki jih prinesejo na mizo. Sestavine gostinci pečejo na žaru, vgrajenem v mizo, po več kosov hkrati. Sestavine nato pomakajo v omake, znane kot tare, preden jih zaužijejo. Najpogostejša omaka je narejena iz sojine omake, pomešane s sakejem, mirinom, sladkorjem, česnom, sadnim sokom in sezamom. Včasih se uporabljajo pomake na osnovi česna in šalotke ali miso.

## Zgodovina

### Etimologija
Potem ko je bila dolga leta uradno prepovedano, je bilo uživanje govejega mesa legalizirano leta 1871 po obnovi Meidži kot del prizadevanja za uvedbo zahodne kulture v državo. Cesar Meidži je postal del kampanje za spodbujanje uživanja govejega mesa in je 24. januarja 1873 javno jedel goveje meso. Zrezek in pečeno meso sta bila prevedena kot jakiniku (焼肉) oziroma iriniku (焙肉), kot predlagani jedilniki v zahodnem slogu v Seijō Rjōri Šinan, čeprav je to rabo prejšnje besede sčasoma nadomestila izposojena beseda sutēki.
Džingisukan, japonska transliteracija Džingiskan, je način pečenja ovčjega mesa na žaru, ki se imenuje tudi vrsta jakiniku. Jed so si zamislili na Hokaidu, kjer je bila priljubljena jed za modre ovratnike, in je šele pred kratkim postala priljubljena po vsej državi. Ime Džingisukan naj bi si izmislil Tokuzo Komai, rojen v Saporu, ki so ga navdihnile jedi iz ovčjega mesa na žaru v kuhinji severovzhodne Kitajske. Prva pisna omemba jedi pod tem imenom je bila leta 1931.

### Izvor
Običajni japonski slog jakiniku, ki je močno vplival na korejske jedi, kot sta bulgogi in galbi, se je na Japonskem razširil v 20. stoletju, najbolj opazno po drugi svetovni vojni. Restavracije, ki strežejo to jed, so se oglaševale kot horumonjaki (ホルモン焼き, drobovina na žaru) ali preprosto joseonska (korejska) kuhinja (朝鮮料理, Čōsen rjōri). Razdelitev Korejskega polotoka je sredi 1960-ih povzročila nesoglasja pri poimenovanju 'korejske hrane', pri čemer so projužna podjetja spremenila svoje znake v Kankoku rjōri (韓国料理) (poimenovano po Republiki Koreji), namesto da bi obdržala izraz Čosen (Džoseon), ime stare, nerazdeljene Koreje, ki si jo je do takrat prilastil Sever.
Glede na Nippon Yakiniku Monogatari, ki ga je napisal Tošio Mijacuka , se je ime jakiniku razširilo v drugi polovici 1960-ih, pred tem pa se je imenoval 'korejska kuhinja' (朝鮮料理, Čōsen rjōri). Korejski polotok je bil razdeljen na severni in južni in na Japonskem v tem času so se restavracije, ki so stregle jakiniku in naengmjeon, imenovale Čōsen rjōri (朝鮮料理, kuhinja Džoseon), vendar s pogodbo o temeljnih odnosih med Japonsko in Republiko Korejo leta 1965 se je ime Kankoku rjōri (韓国料理, korejska kuhinja) povečalo. Sčasoma so Severni Korejci na Japonskem zahtevali Čōsen rjōri, Južnokorejci na Japonskem pa Kankoku rjōri. Rečeno je, da je bila beseda jakiniku uporabljena kot kompromis političnega konflikta, da bi se ta nemir končal.
Ventilirani sistemi za peko na žaru, ki jih je Shinpo Co., Ltd. uvedel marca 1980, so se hitro razširili po vsej Japonski, saj so gostom omogočili jesti jakiniku v okolju brez dima.
Priljubljenost se je še povečala leta 1991, ko je sprostitev uvoznih omejitev govejega mesa povzročila padec cen govejega mesa. Vendar pa je industrija leta 2001 s pojavom BSE (bolezen norih krav) na Japonskem doživela udarec brez primere.

## Tipične sestavine
Tipične sestavine vključujejo:
- Govedina
  - Rōsu — hrbet in rezine
  - Karubi ali baraniku - kratka rebra. Iz korejske besede galbi. Na Japonskem ga običajno postrežejo brez kosti, razen če gre za hone-cuki-karubi.
  - Harami - mehko meso okoli diafragme
  - Tan — goveji jezik. Iz angleške besede tongue (jezik). Pogosto postrežejo z zdrobljeno valižansko čebulo (Allium fistulosum), soljo in limoninim sokom.
  - Misuji — mehko meso okrog plečeta

- Svinjina
  - Butabara ali Samugjopusaru - svinjski trebuh
  - P-toro / Tontoro — mastno meso okoli lic in vratu
  - Horumon ali mocu — drobovina. Horumon pomeni 'zavrženi predmeti' in izvira iz narečja Kansai.
  - Rebā - goveja jetra. Iz nemške besede Leber
  - Tetčan - črevesje. Iz korejske besede Dae-čang (대창, 大腸). Lahko se preprosto imenuje horumon.
  - Hacu - srce. Iz angleške besede heart (srce)
  - Kobukuro - svinjska maternica. Uživa zaradi svoje hrustljave teksture.
  - Tēru — Iz angleške besede tail. Rezine govejega repa prečno prerezane, pritrjena kost.
  - Mino / Hačinosu — goveji vampi
  - Gacu - svinjski želodec. Iz angleške besede gut.

- Piščanec
- Morski sadeži - lignji, školjke, kozice.
- Zelenjava - paprika, korenje, šitake in druge gobe, čebula, zelje, jajčevci, fižolov kalček (mojaši), česen in kaboča skuaš so pogosti.

## DanJakiniku
Leta 1993 je vsejaponsko združenje Jakiniku razglasilo 29. avgust za uradni dan Yakiniku (焼き肉の日, jakiniku no hi), obliko goroavase (številčno igranje besed), kot je (približno) lahko datum 8月29 brati kot ja-(cu)ki-ni-ku (8 = ja, 2 = ni, 9 = ku).